# Storia del Club Deportivo Águila
L'Águila nacque il 15 febbraio del 1926 come club sociale con enfasi nel baseball. Nel corso degli anni si formò una squadra di calcio che vestiva i colori verde e giallo e partecipava a tornei locali.
Fu solo agli inizi degli anni '50, che si prese la decisione unanime di formare ed amministrare una squadra che si dedicasse esclusivamente alla pratica del calcio.
Il primo tentativo fu proporre ai dirigenti del Dragón di cambiare il nome con quello di Club Deportivo Águila. La risposta fu negativa. Allora, decisero di formare una squadra sotto la loro completa responsabilità. Il primo direttivo fu costituito da Miguel Charlaix, Vicente Carlos Zelaya, José Estrada, Godofredo Lahúd, Ulises Calderón, Ernesto Schaeufler, Óscar Quiróz, Trinidad Perla, Héctor Canales e Leopoldo Paz.
Si definirono i colori della squadra adottando l'attuale arancione e nero per differenziarsi dal verde e giallo che utilizzavano le squadre di baseball e pallacanestro. Poi, si lavorò per acquisire una categoria federata ad iniziativa di Quiróz e prima del campionato 1956-57 della Liga "B", (l'attuale seconda divisione), si acquisì quella dell'Alacranes che nel 1955-56 era in procinto di scendere in terza divisione. Il presidente dell'Alacranes, Miguel Sagastizado, accettò di negoziare.

## I trapassi
Ad iniziativa di Charlaix, si nominò come rappresentante della negoziazione il tecnico argentino Gregorio Bundio Núñez. Bundio portò con sé 300 colón, e quello pagò l'Águila per farsi della categoria. La negoziazione ebbe luogo nella casa del presidente dell'Alacranes situata di fronte all'ospedale San Juan de Dios, di San Miguel, ed agli inizi di agosto del 1956 si fece il trapasso giuridico.
I dirigenti cominciarono a reclutare giocatori del Dragón, il Rácing e il Corona. A quel tempo, un giocatore guadagnava mensilmente tra i 30 e i 50 colón. L'Águila offrì almeno 75 più altri benefici come trasporto e cibo. Giocatori come Esteban "Chato" Blanco, Juan Francisco "Cariota" Barraza, Fito "Gato" Fuentes, Saúl Molina, Manuel Larios (honduregno), Juan Maldonado e Salvador "Caballón" Hernández, lasciarono il Dragón per vestirsi di arancione e nero. Juan Antonio "Maquinita" Merlos arrivò dal migueleño Rácing.
Il secolo XXI portò un'epoca felice e contemporaneamente fugace: tre titoli in tre anni ed una Copa Presidente rinnovarono il prestigio dell'istituzione.

## Gli inizi
Nel 1958, il Club Deportivo Águila ebbe un buon disimpegno in seconda divisione: giocò due finali contro l'Atlético Constancia (che dopo fu battezzato come Alianza), ottenendo la promozione in prima divisione.
In San Miguel, il 20 giugno 1958, le naranjas dominarono l'incontro di andata 2-0 con due gol di Juan Antonio "Máquina" Merlos; al ritorno, sette giorni più tardi, nello stadio Flor Blanca (oggi, Jorge González), un pareggio per 0-0 definì la serie a beneficio dell'Águila.
L'Águila non necessitò di un periodo di adattamento in prima divisione, e nella prima stagione fu campione salvadoregno. La squadra aveva già una base importante, con un attacco formato da Merlos, Juan Francisco Barraza e Saúl Molina. Conrado Miranda assunse il ruolo di tecnico, e con incorporazioni come quella del portoricano Fernando Jiménez, l'Águila vinse quattro dei seguenti sei campionati.
Il più leggendario di quei giocatori fu senza dubbio "Cariota" Barraza.

## L'epoca d'oro
Gli ultimi anni 1960 e tutti gli anni 1970 furono i migliori per la squadra aguilucha; nel 1968, si ebbe una delle chiusure di campionato più emozionanti nella storia del calcio nazionale. Nel terzo torneo in cui si implementò il sistema a quattro gironi, in mancanza di tre partite, il FAS (42 punti) e l'Águila (41) sostenevano un duello per la leadership. Nella terzultima giornata, il 3 novembre, nello stadio Barraza, si portò a termine "la final", incontro che nessuno poté dominare in un primo tempo chiuso 0-0.
Al minuto 77, Moisés "Pecho de mono" González, segnò il gol decisivo; l'Águila vinse 1-0, e la settimana seguente conquistò il campionato.
Nel 1972 arrivò una squadra che fece storia: "il Kínder de Barraza"; si trattava di un gruppo di giovani giocatori guidati dall'allora allenatore Juan Francisco Barraza. A dispetto della loro inesperienza, riuscirono a coronarsi campioni.
Nel 1975, l'ex giocatore-allenatore dell'Águila Conrado Miranda, tornò a San Miguel e formò una grande squadra che batté l'Alianza nella prima finale che si disputò nello stadio Cuscatlán, nel 1976.
Si riconfermarono nel 1977; questa campagna è ricordata perché l'Universidad de Carlos Marcaró sconfisse l'Águila per 3-1 nella gara d'andata delle semifinali, ma i migueleños rimontarono con un 5-1 al ritorno. Nella finale, superarono l'Once Municipal di Ahuachapán.
Negli anni '80, la squadra migueleña vinse altri due titoli: nel 1983 con Barraza, in panchina per l'ultima volta, e nel 1988 sotto la conduzione del cileno Hernán Carrasco.
I titoli dell'Águila in tornei corti arrivarono nel 1999, 2000 e 2001 grazie all'apporto di allenatori rioplatensi. In primo luogo fu l'argentino Hugo Coria che guidò la squadra a due trionfi in due finali contro lo stesso avversario, il Municipal Limeño. Nel 2001 fu l'uruguaiano Saúl Rivero l'architetto della celebrazione; quella squadra aveva come basi il portiere Juan José Gómez, il centrale Mayén Meza, il volante Amaya del Cid ed il goleador Mauro Nunes.
Un ulteriore conseguimento nell'albo d'oro arrivò nel Clausura 2006, quando la squadra negrinaranja, diretta dal serbo Vladan Vičević, sconfisse il FAS ai tempi supplementari, per 4-2.
L'ultimo titolo fu quell'ottenuto nel Clausura 2012, vincendo 2-1 contro l'Isidro Metapán nella finale. L'Águila era allora diretta da Víctor Coreas.